# DIGIC
DIGIC（ディジック）とは、Canonが発売しているカメラに搭載されている映像エンジンのシリーズの名称である。

DIGICには2つの種類がありビデオカメラに搭載されている "DIGIC DV"、その他のカメラに搭載されている"DIGIC"に分かれる

## デジタルカメラのDIGIC
DIGIC(初代)は、キヤノン EOS kiss デジタル (2003年9月発売)、Canon S1 IS  (2004年3月発売)などのカメラに搭載された。
動画処理のIC 、画像処理のIC、カメラ制御のICの独立したチップで構成されている。

DIGIC IIは、EOS-1Ds MarkII(2004年11月発売)、EOS 5D(2005年9月発売)、PowerShot A620(2005年10月発売)などのカメラに搭載。
処理速度の高速化・AF性能の向上・起動時間の短縮などの改良が施されている。

DIGIC IIIは、EOS 40D(2007年9月発売)、 PowerShot S5 IS(2007年6月発売)などのカメラに搭載。
省電力化によるバッテリーの長寿命化などの改良がされている。
EOS-1D MarkIII・EOS-1Ds MarkIIIはこのDIGIC IIIが2基搭載された"デュアルDIGIC III"となっている。

DIGIC 4は、EOS 5D MarkII(2008年11月発売)・EOS 60D(2010年9月発売)など幅広いカメラに搭載されている。
処理速度の大幅な高速化・ノイズ低減・顔検出AFなど前世代より大幅な進化を遂げた。

EOS-1D MarkIVとEOS 7DにはこのDIGIC 4が2基搭載されている。
DIGIC 4をベースにして開発された"DIGIC 4＋"というものも存在し、低価格の一眼レフや一部のコンパクトカメラに採用されている。
DIGIC 4に比べて、高感度撮影時の処理速度が約60％向上したとキヤノンは主張している。

DIGIC 5は、2011年にキヤノンから発表された。
DIGIC 4と比較して処理速度は6倍に向上、ノイズの発生が最大75％低減すると主張している。

DIGIC 5＋は DIGIC 5と DIGIC 4の改良版とされており、EOS-1D X(2013年3月発売)やEOS 5D MarkIII(2012年3月発売)などに搭載。
処理能力はDIGIC 4の17倍、高速化された処理能力も生かしてノイズの低減などの改良がされた。
EOS-1D XはDIGIC 5＋を2基搭載されている。

DIGIC 6は、2013年にキヤノンから発表され多くの派生型が誕生した。
AFの高速化、フルHD60fps撮影の対応などの改良が施された。
搭載機種は、EOS 80D(2016年3月発売)・EOS M3(2015年3月発売)・PowerShot G1 MarkII(2014年3月発売)など。
EOS 7D MarkII・EOS 5Ds・EOS 5Ds RはDIGIC 6が2基搭載された"デュアルDIGIC 6"が採用されている。

DIGIC 6から改良された"DIGIC 6＋"というのも存在し、EOS 5D MarkIV(2016年9月発売)に搭載されている。
EOS-1D X MarkIIには DIGIC 6＋が2基搭載されている。

DIGIC 7は、2016年にキヤノンから発表された。画像処理能力が大幅に向上したとされている。
搭載機種は、EOS M6(2017年4月発売)・EOS 6D MarkII(2017年8月発売)など。

DIGIC 8は、2018年にキヤノンから発表された。 4K撮影への対応、AF性能・追従性能の向上を謳っている。
搭載機種は、EOS R(2018年10月発売)・PowerShot SX70 HS(2018年12月発売)・EOS 90D(2019年9月発売)など。

DIGIC Xは、2020年にキヤノンから発表された。8K撮影への対応、ノイズの低減、画像処理の改良・省電力化などを謳っている。
DIGIC 6＋に比べて処理能力は最大6.2倍、消費電力も大幅に削減された。
--搭載機種--
EOS-1D X MarkIII、EOS R3、EOS R6 MarkII、EOS R1、EOS R5 MarkIIなど

DIGIC Acceleratorは、2024年にキヤノンから発表された新たなプロセッサー。EOS R1とEOS R5 MarkIIに搭載されている。
これまでは1つのDIGICが全ての処理を担っていたが、DIGIC Acceleratorの登場で役割を分担させるとさせている。
一説によるとDIGIC Acceleratorは画像処理以外の処理を全て担当するとされている。(DIGIC Xが画像処理に特化したプロセッサーとなる)

## カメラのDIGIC
DIGIC(初代)はキヤノン EOS kiss デジタルやCanon S1 ISなどのカメラに使用された。
ビデオ処理、画像処理、カメラ制御の3つの独立したチップで構成されている。
DIGIC II